# Irmina Mięsowicz
Irmina Mięsowicz – polska biolog, doktor habilitowany, specjalistka w zakresie antropologii i biomedycznych podstaw rozwoju człowieka, nauczyciel akademicki.

## Życiorys
Była profesorem Akademii Pedagogiki Specjalnej im. Marii Grzegorzewskiej w Warszawie oraz Katedry Podstawowych Problemów Wychowania Wydziału Teologicznego Chrześcijańskiej Akademii Teologicznej w Warszawie. Była również członkiem Komitetu Antropologii Polskiej Akademii Nauk oraz Polskiego Towarzystwa Antropologicznego, gdzie pełniła między innymi funkcję członka Sądu Koleżeńskiego PTA.
Pod jej redakcją naukową powstała książka pt. Auksologia. Rozwój biologiczny człowieka i metody jego oceny od narodzin do dorosłości (Wydawnictwo Akademii Pedagogiki Specjalnej im. Marii Grzegorzewskiej. Warszawa, 2001; ISBN 83-87079-58-8).